# Academia Militar de Numazu

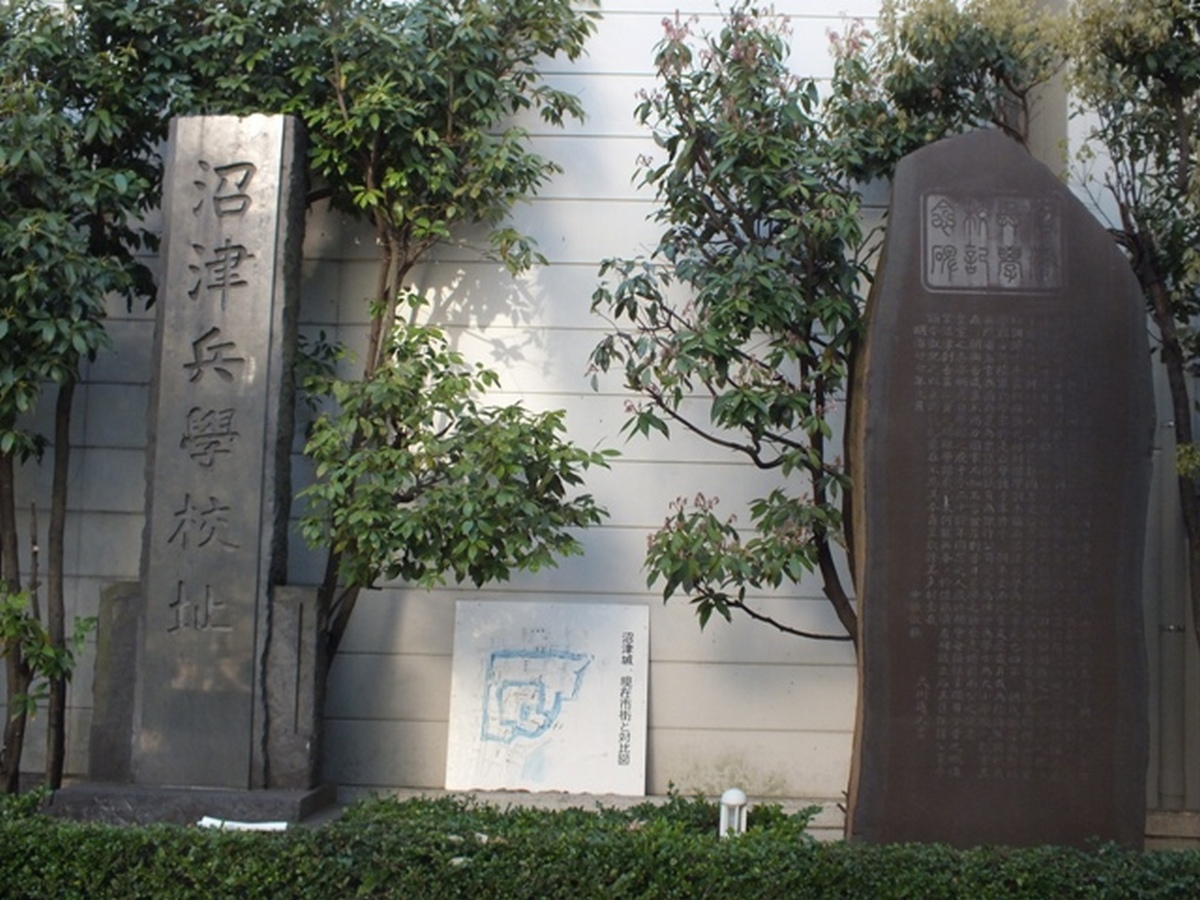
Monumento que indica el lugar en el que estuvo la academia militar en el interior del castillo de Numazu.

La Academia Militar de Numazu (沼津兵学校, Numazu heigakkō) (literalmente "escuela militar naval de Numazu") fue una de las primeras escuelas organizadas en Japón según el sistema occidental. Estuvo ubicada en Numazu, Prefectura de Shizuoka. A pesar de que la academia operó sólo de diciembre de 1868 a 1871, marcó un hito en el desarrollo de la educación pública en Japón. Más tarde se fusionó con la Academia del Ejército Imperial Japonés.

## Historia
Durante el periodo Bakumatsu, el shogunato Tokugawa intentó modernizar sus fuerzas militares con la asistencia de consejeros militares franceses. El proyecto no tuvo éxito y, tras la guerra Boshin, el clan Tokugawa, gobernantes del país con unos ingresos de más de ocho millones de koku, vieron reducidos sus ingresos a 700.000 koku, fueron dispersados por provincias de Suruga, Tōtōmi y Mikawa, y la cabeza del clan, Tokugawa Iesato, se mudó a Numazu. Al mismo tiempo, un grupo de hatamoto, dirigido por Ebara Soroku, Abe Kuninosuke y Yatabori Keizō regresó de estudiar en Holanda y decidió fundar una academia militar de corte occidental en los terrenos del castillo de Numazu en diciembre de 1868.
El currículum de la academia incluía Lengua y Conversación inglesa y francesa, Física y Química, Geografía, Astronomía, Historia Universal y Teoría Económica. El currículum estaba orientado hacia las matemáticas, especialmente geometría y trigonometría, consideradas materias de interés militar esenciales debido a su aplicación en navegación, artillería y topografía. El primer director de la academia fue Nishi Amane, que fue el alma mater de su creación y del establecimiento de una escuela elemental asociada con la academia militar, que hoy en día se considera como la primera escuela elemental de estilo occidental de Japón.
En 1869, la Academia Militar de Numazu publicó el primer libro de texto japonés de ingeniería militar.
El 12 de noviembre de 1871 la academia pasó al control directo del Ministerio de la Guerra, y en 1872, fue clausurada y trasladada a Tokio, donde se fusionó con la Academia del Ejército Imperial Japonés.
A pesar de que sólo pervivió cuatro años, de entre sus 210 graduados en la academia y los 150 graduados en la escuela salieron muchos futuros generales del Ejército Imperial Japonés, almirantes de la Armada Imperial Japonesa y renombrados educadores y políticos. Su escuela elemental sirvió como modelo para otras que pronto se establecerían por todo Japón.
La Academia Militar de Numazu fue el tema de la primera película del director Tadashi Imai en 1939.